# Карл Лейхтер
Карл Юрійович Лейхтер (ест. Karl Leichter; 1902—1987) — радянський естонський музикознавець.

## Життєпис
Карл Лейхтер народився 30 вересня (13 жовтня) 1902 року в селі Няпі (нині волость Симеру повіту Ляене-Вірумаа Естонії). У 1929 році закінчив Тартуське вище музичне училище за класом композиції Еллера Хейно, де разом з ним навчалися Едуард Тубін, Альфред Карінді, Едуард Оя та Олав Роотс. У 1931 році закінчив філософський факультет Тартуського університету за спеціальністю «музична естетика». Захистив магістерську дисертацію «Філософсько-естетичні засади творчості Р. Вагнера» .
У 1929—1931 роках Карл Лейхтер працював в Архіві естонського фольклору при Естонському народному музеї . У 1930—1934 роках — музичний критик тартуської газети «Nädala Postimess». У 1938—1940 роках працював у Таллінні редактором музичного видавництва. З 1940 року викладав історію музики в Талліннській консерваторії (з 1946 доцент) . У 1941 та 1944—1947 роках Карл Лейхтер обіймав посаду декана, а у 1946—1949 роках — завідувача кафедри історії музики, у 1961—1962 роках — кафедри музикознавства, у 1966—1968 роках — кафедрою композиції та музикознавства .
Написав безліч статей про історію естонської музики в періодичних виданнях Естонії, зокрема «Музична культура Естонії починаючи з XIII століття», «Естонська радянська симфонічна музика», «Шляхи розвитку естонської камерної музики» (спільно з Яаном Ряетсом), «Нотатки про шляхи розвитку естонської хорової пісні», «Про збирання народних співів в Естонії», «Естонська музична культура в першій половині XIX століття» .
Помер Карл Лейхтер 7 березня 1987 року в Таллінні на 85-му році життя .
У музеї Едуарда Тубіна замку Алатсківі знаходяться експонати, пов'язані з Лейхтером та його колегами, які навчалися з ним у Тартуському музичному училищі . Великий архів листування Лейхтера з багатьма естонськими та зарубіжними музикантами було передано його вдовою Естонському музею театру та музики у 1990-х роках .

## Твори
- Анатолій Гаршнек. М., 1958
- Март Саар. М., 1960

- Richard Wagner. Tartu, 1934
- 20 aastat eesti muusikat. Tallinn, 1938
- Mart Saar. Tallinn, 1964
- Каasaja muusikast. Tallinn, 1970